# Дом-музей М. П. Девятаева
Дом-музе́й М. П. Девята́ева — музей, расположенный в посёлке городского типа Торбеево в Мордовии. Посвящён подвигу лётчика-истребителя Михаила Петровича Девятаева, который, с группой других советских военнопленных, совершил героический побег из фашистского концентрационного лагеря.
Дом-музей открыт 8 мая 1975 года на общественных началах, с 1978 года стал филиалом Мордовского республиканского объединенного краеведческого музея имени И. Д. Воронина.
Расположен в деревянном здании с кирпичным пристроем, построенным на месте дома, в котором родился и жил М. П. Девятаев. В деревянном здании размещена мемориальная комната с обстановкой крестьянского быта 1920—1930-х годов, в пристрое — экспозиция, посвящённая подвигу Девятаева. Среди экспонатов — подлинная одежда и обувь узника концлагеря «Заксенхаузен», письма, награды, фотографии, документы.